# John Adair (arbitre)
Pour les articles homonymes, voir John Adair et Adair.
John Adair, né le 31 mars 1919, est un ancien arbitre nord-irlandais de football, arbitre international de 1964 à 1969.

## Carrière
Il a officié dans une seule compétition majeure, la Coupe du monde de football de 1966 (1 match)